# Kotwica

Die Kotwica

Die Kotwica (deutsch Anker) war das Symbol der polnischen Widerstandsbewegung während der deutschen Besetzung Polens im Zweiten Weltkrieg, insbesondere der Polnischen Heimatarmee (Armia Krajowa). Die Kotwica stellt die Buchstaben P und W dar und steht als Abkürzung für Polska Walcząca („Kämpfendes Polen“).
Sie wurde 1942 von einer Sabotageeinheit im Warschauer Stadtteil Wawer entworfen und hatte ursprünglich die Bedeutung Pomścimy Wawer („Wir werden uns für Wawer rächen“). Gemeint war hiermit das Massaker von Wawer, eines der ersten Massaker der deutschen Besatzungstruppen an der polnischen Zivilbevölkerung im gleichnamigen Warschauer Stadtteil.
Am 20. März des Jahres war es erstmals in der Öffentlichkeit zu sehen, als junge Pfadfinder es als Graffiti an hunderte Gebäude Warschaus pinselten. Landesweite Verbreitung fand die Kotwica, nachdem die Heimatarmee am 27. Juni des Jahres fünfhundert Exemplare der Zeitung Nowy Kurier Warszawski mit dem Symbol stempelten, um gegen die von der Besatzungsmacht gesteuerte prodeutsche Propaganda zu protestieren. Mit dieser Aktion wurde gleichsam der Namenstag des Präsidenten der polnischen Exilregierung Władysław Raczkiewicz und seines Namensvetters und Premierministers Władysław Sikorski begangen. Im nächsten Jahr wurde die Aktion wiederholt, diesmal wurden sogar bis zu 7000 Hefte so gebrandmarkt.
Am 18. Februar 1943 ordnete Stefan Rowecki, der Kommandeur der Heimatarmee, an, dass künftig alle Sabotageaktionen des polnischen Widerstandes mit der Kotwica gekennzeichnet werden sollten. Das offizielle Mitteilungsblatt der Heimatarmee, das Biuletyn Informacyjny, verkündete in seiner Ausgabe vom 25. Februar des Jahres die Entscheidung, die Kotwica zum Zeichen der polnischen Untergrundarmee zu machen, und so fand sie bald landesweite Bekannt- und Beliebtheit. Im weiteren Kriegsverlauf benutzten sie auch andere Widerstandsorganisationen, selbst solche, die in Konkurrenz zur Heimatarmee operierten. Es wurde in den Städten des Landes an Hauswände gemalt, auf deutsche Geldscheine gestempelt, und prangte auf Flugblättern und Zeitschriften des Untergrundes. 1944 wurde es zu einem der zentralen Symbole des Warschauer Aufstandes.
Nach dem Zweiten Weltkrieg wurde die Kotwica von der kommunistischen Regierung Polens verboten, wurde aber weiter von den verschiedenen Nachfolgeorganisationen der Heimatarmee verwendet, die vom Ausland aus gegen die neue polnische Führung operierten. Ab 1976 beanspruchte die oppositionelle „Bewegung für die Verteidigung der Menschen- und Bürgerrechte“ (ROPCiO) die Kotwica als eines ihrer Symbole, später auch andere oppositionelle Gruppen verschiedener Couleur, von der rechtsextremen Konfederacja Polski Niepodległej (KPN) unter Leszek Moczulski bis hin zu Lech Wałęsas Solidarność.

## Galerie

Inoffizielle Flagge der Armia Krajowa und des polnischen Untergrundstaates
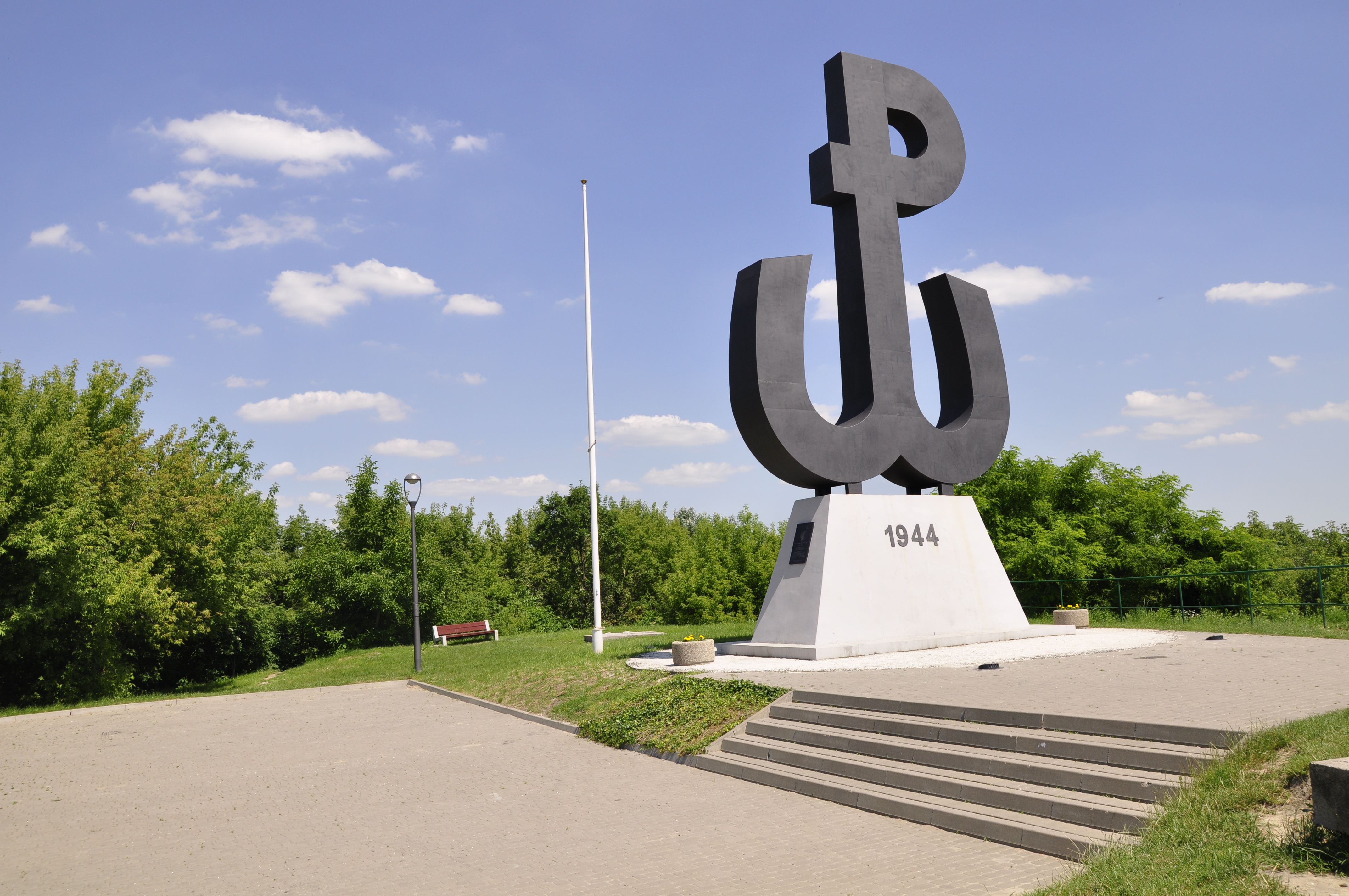
Die Kotwica als Denkmal auf dem Gipfel des Hügels des Warschauer Aufstandes in Warschau
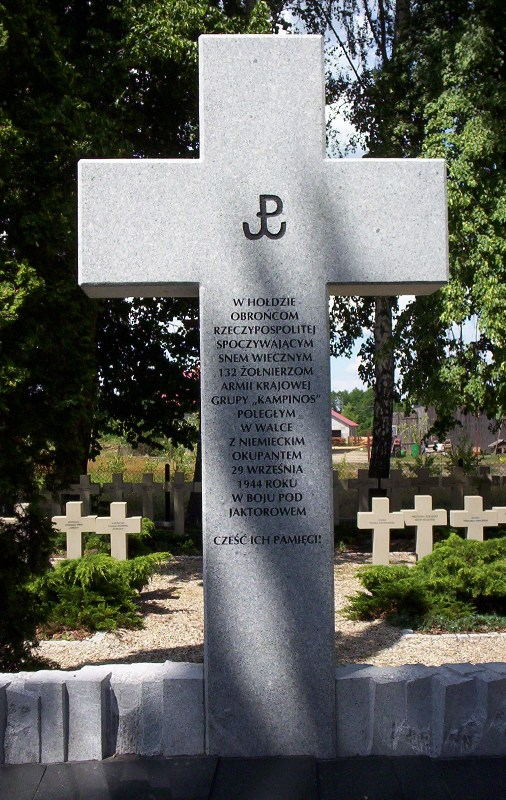
Kotwica auf einem Denkmal für gefallene Soldaten der Gruppe Kampinos der Heimatarmee (Armia Krajowa) in Budy Zosiny im Powiat Grodziski
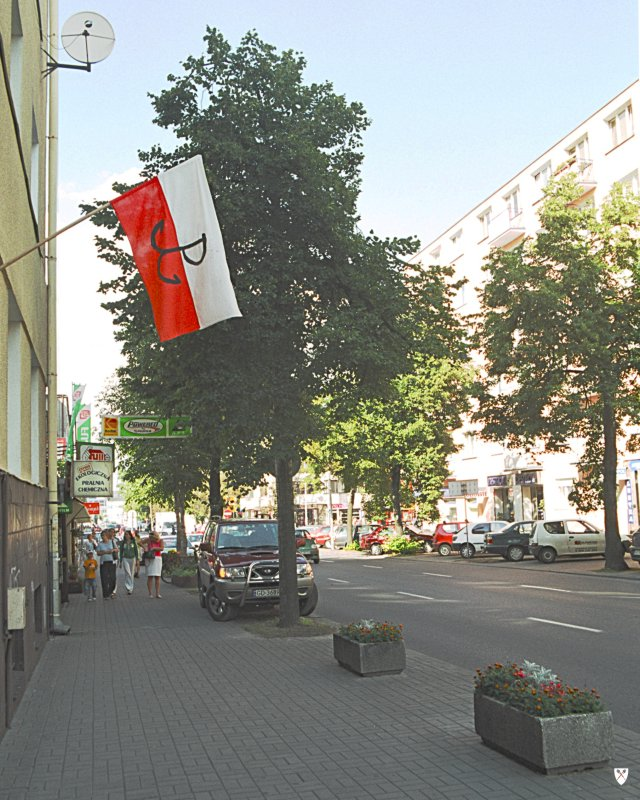
Flagge Polens mit der Kotwica in Gdynia